# Himertosoma recalcitrans
Himertosoma recalcitrans är en stekelart som först beskrevs av Pierre L. G. Benoit 1956.  Himertosoma recalcitrans ingår i släktet Himertosoma och familjen brokparasitsteklar. Inga underarter finns listade i Catalogue of Life.